# Schleithal
Schleithal en idioma francés y oficialmente, Schlâdl en idioma alsaciano, es una localidad y comuna francesa, situada en el departamento de Bajo Rin en la región de Alsacia.

## Demografía
| 1445 | 1459 | 1468 | 1389 | 1374 | 1395 |
| Para los censos de 1962 a 1999 la población legal corresponde a la población sin duplicidades (Fuente: INSEE [Consultar]) |      |      |      |      |      |

## Galería de imágenes

Schleithal
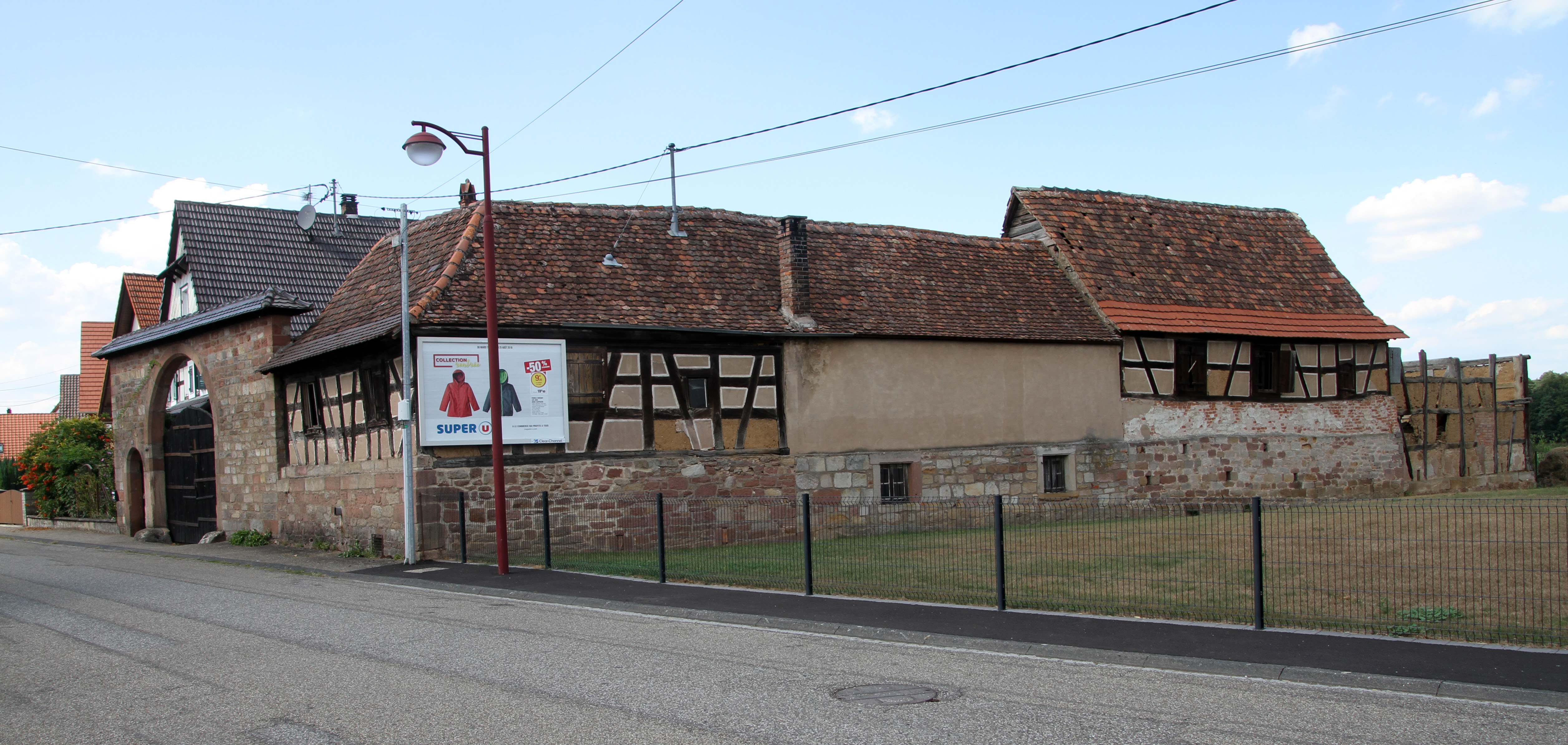
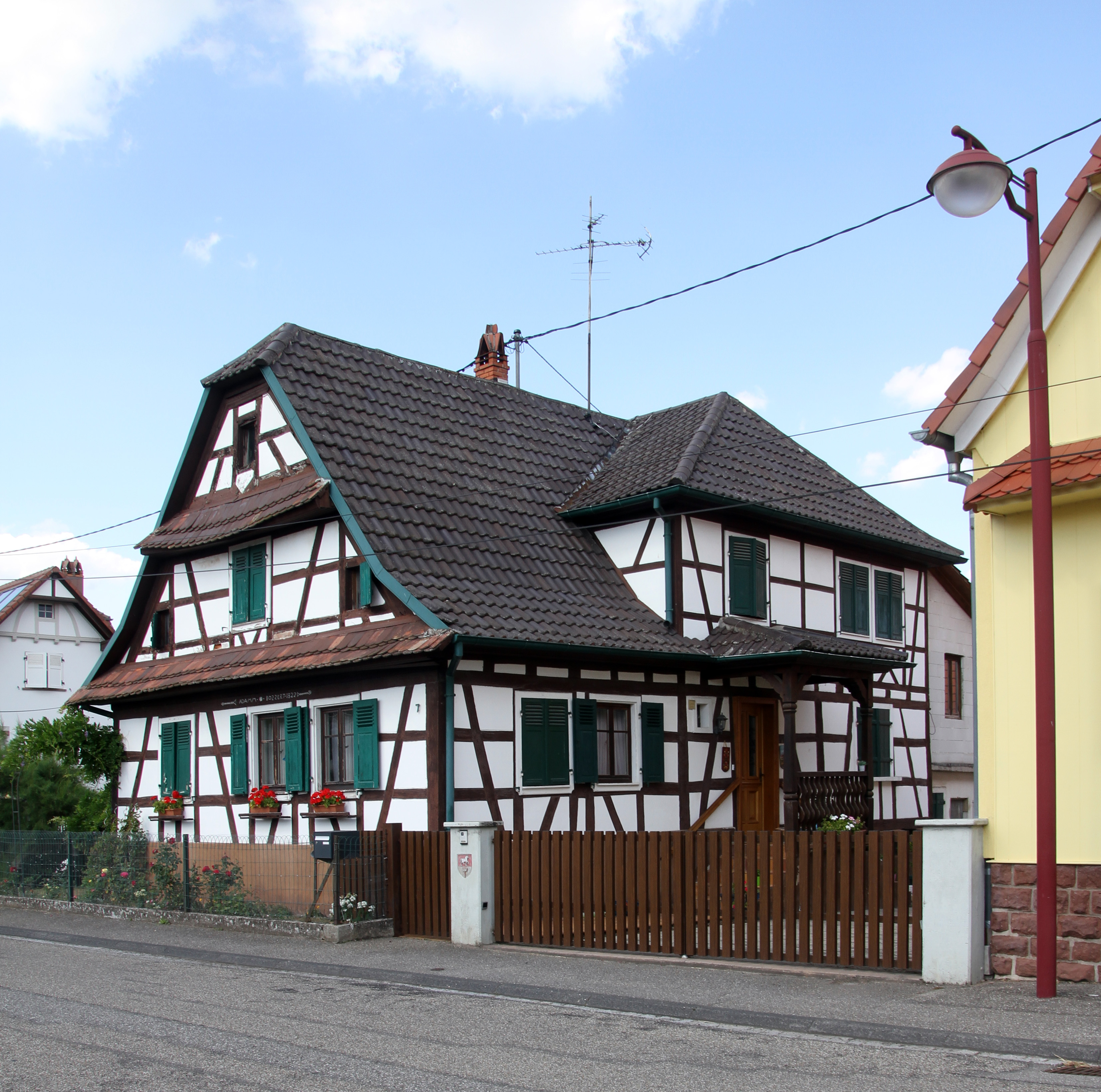
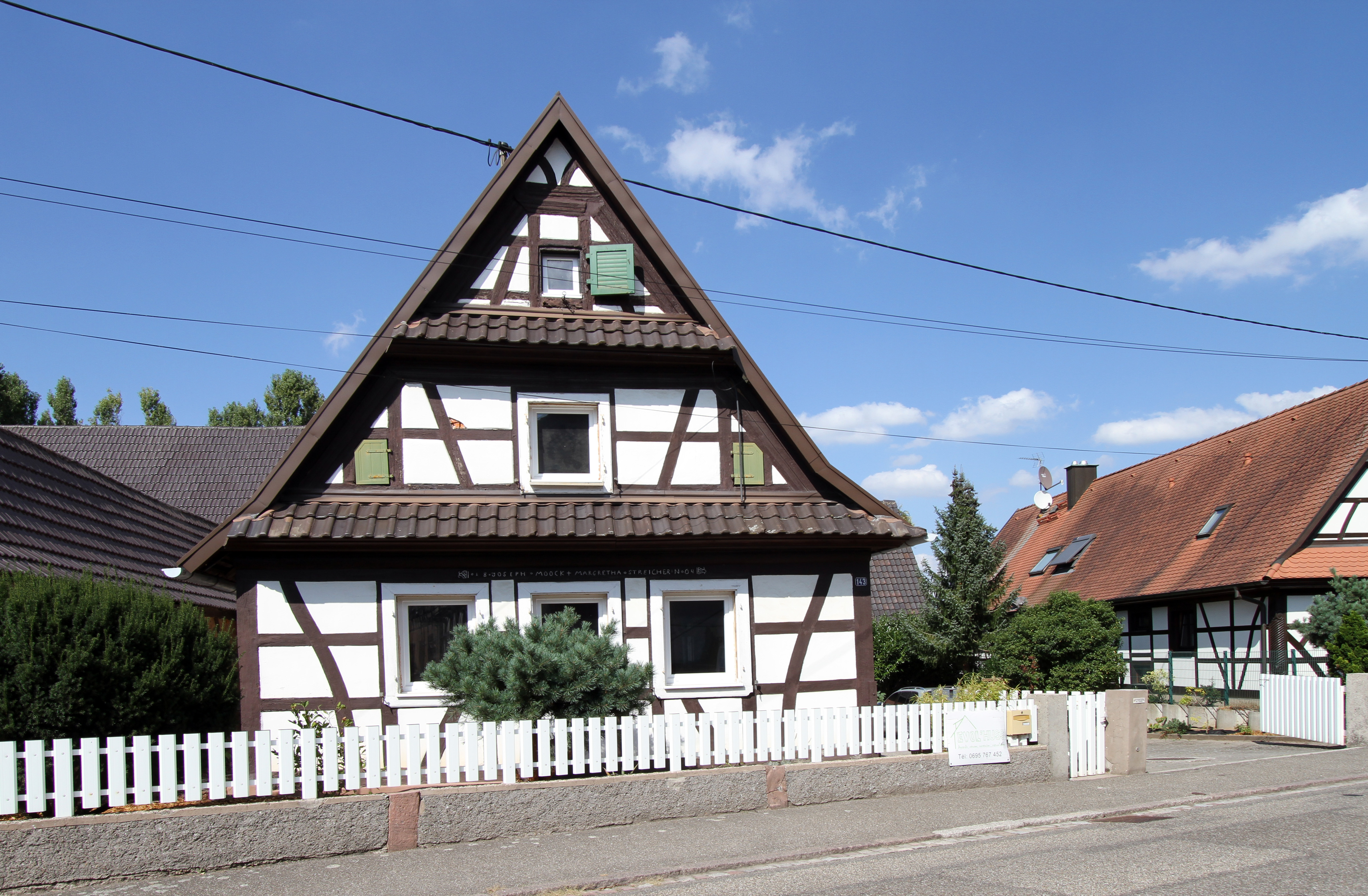
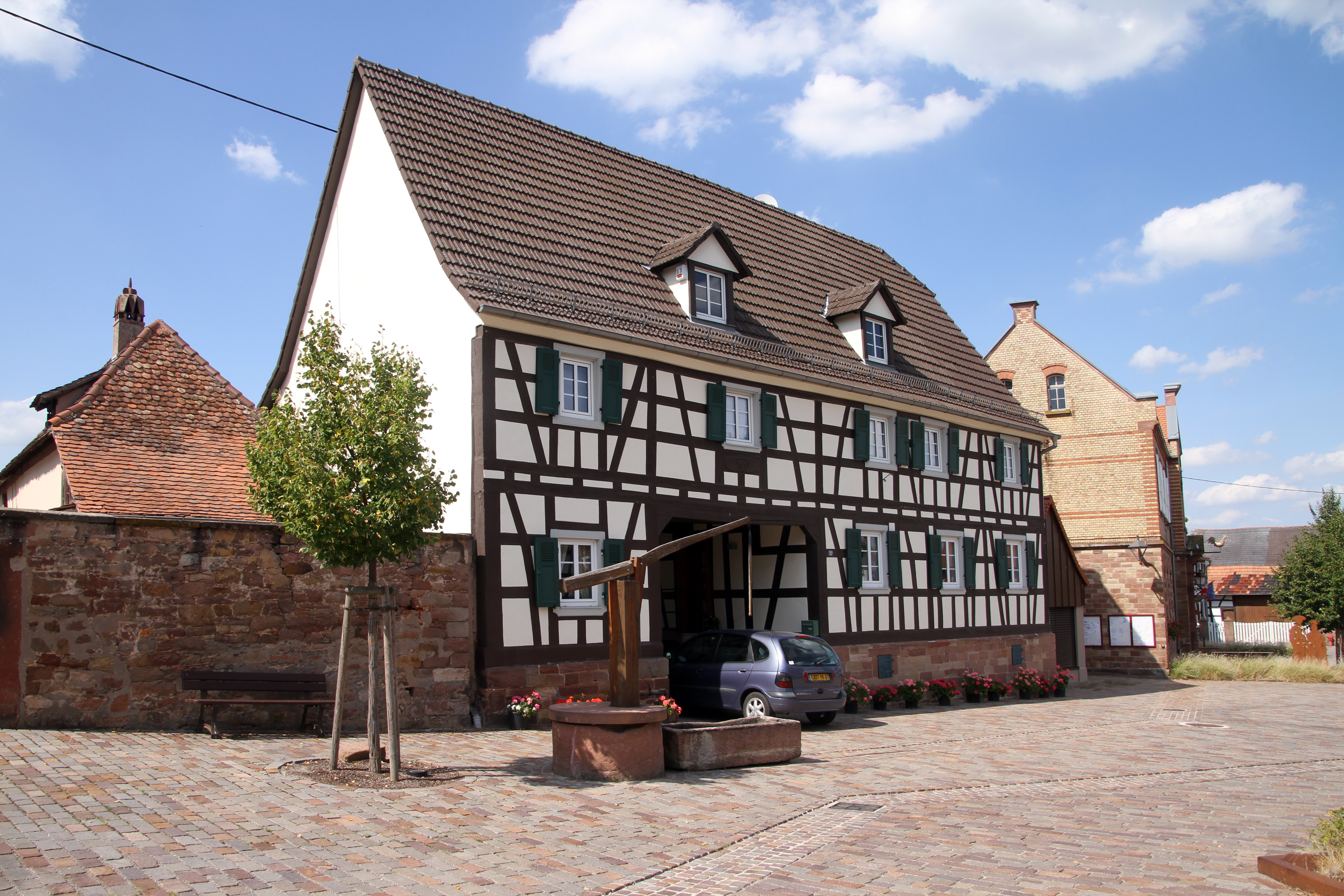
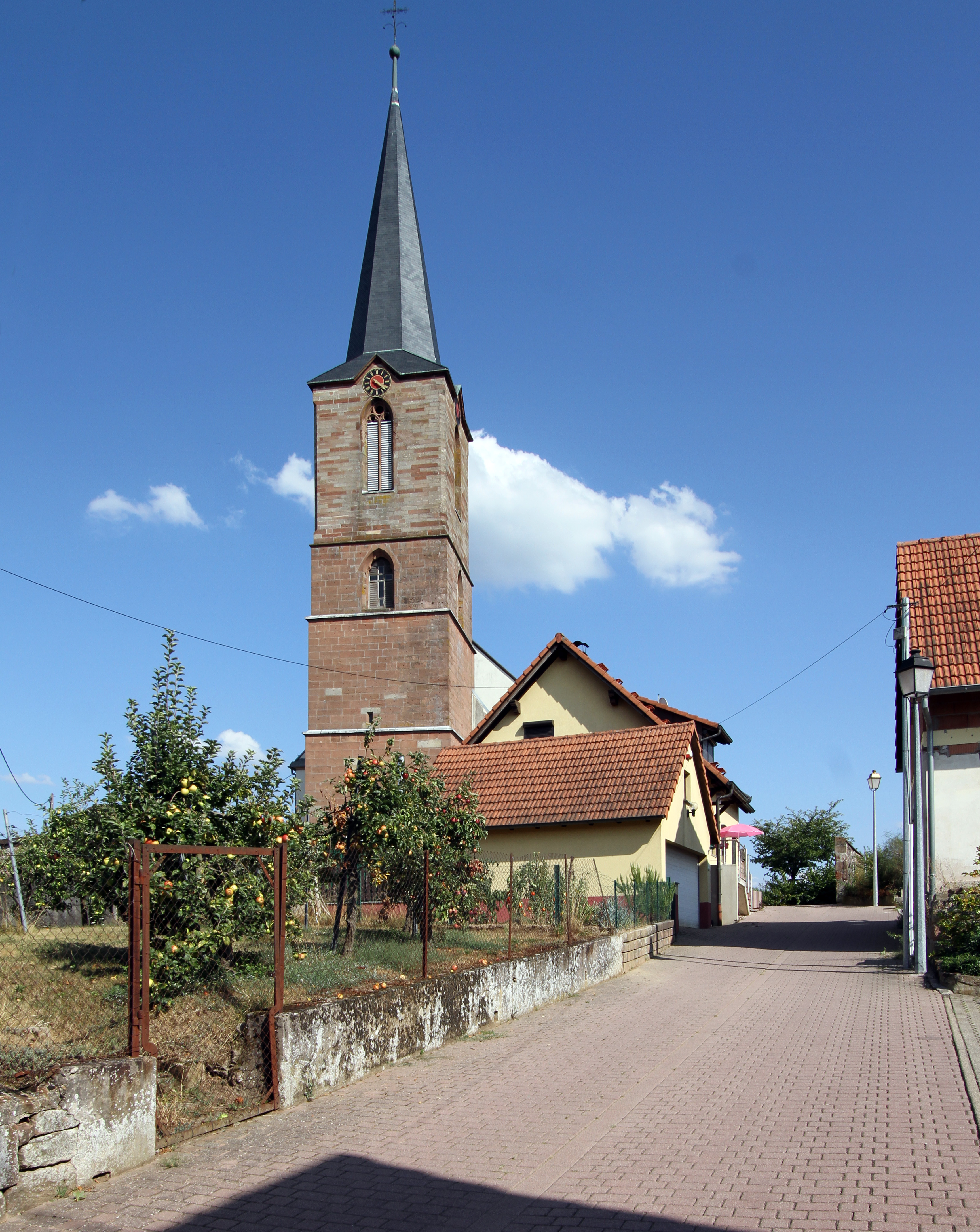
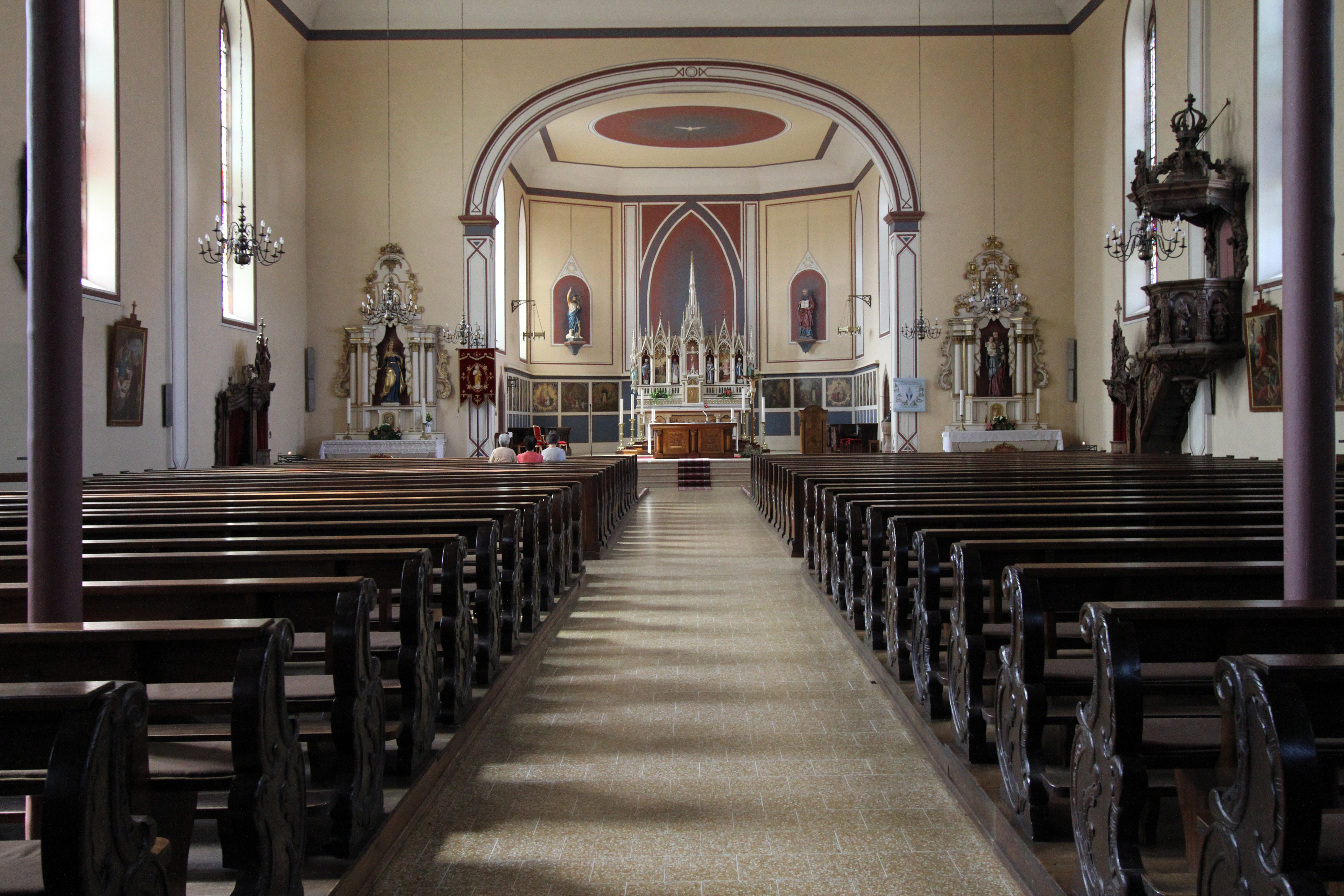
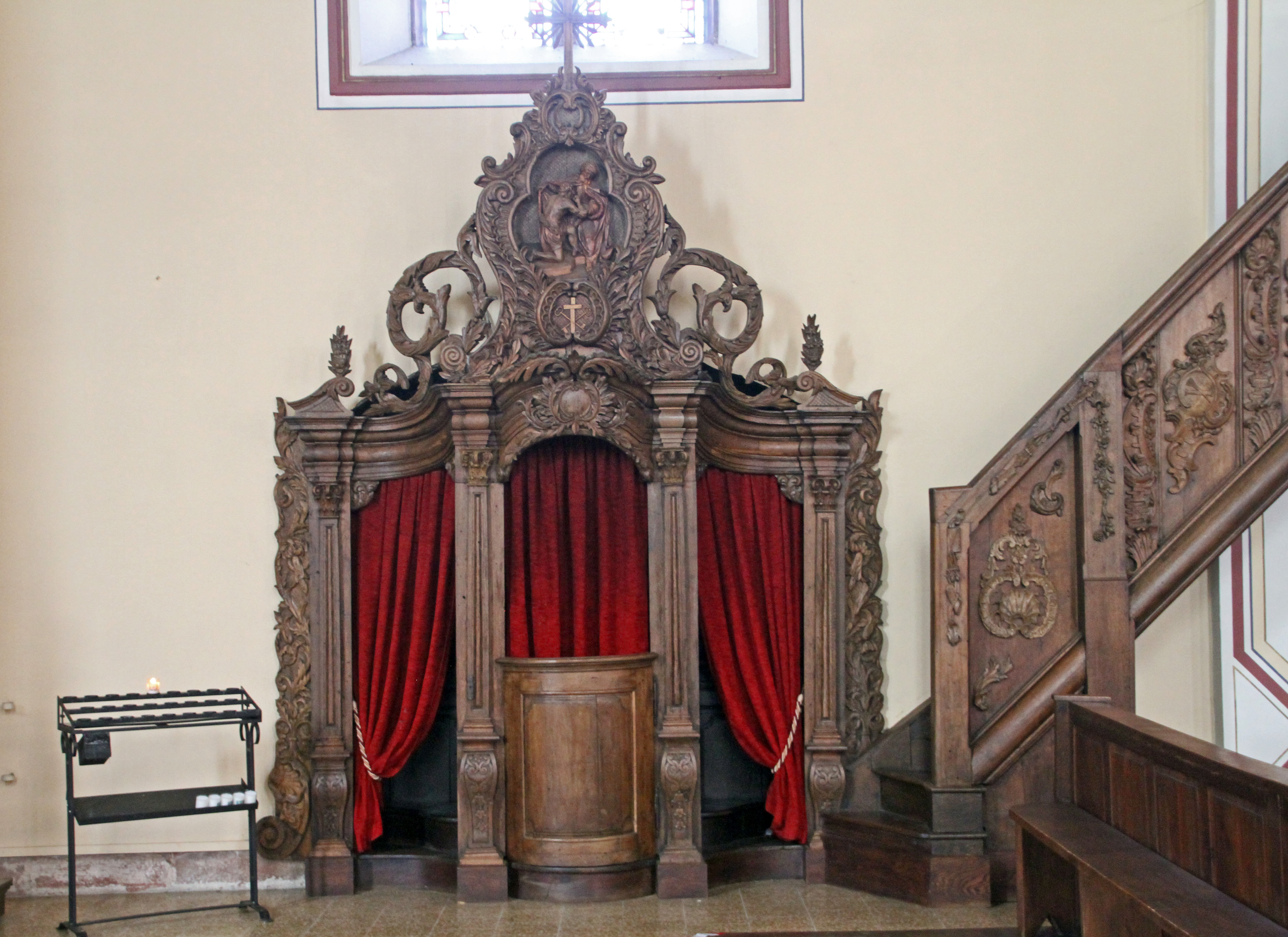
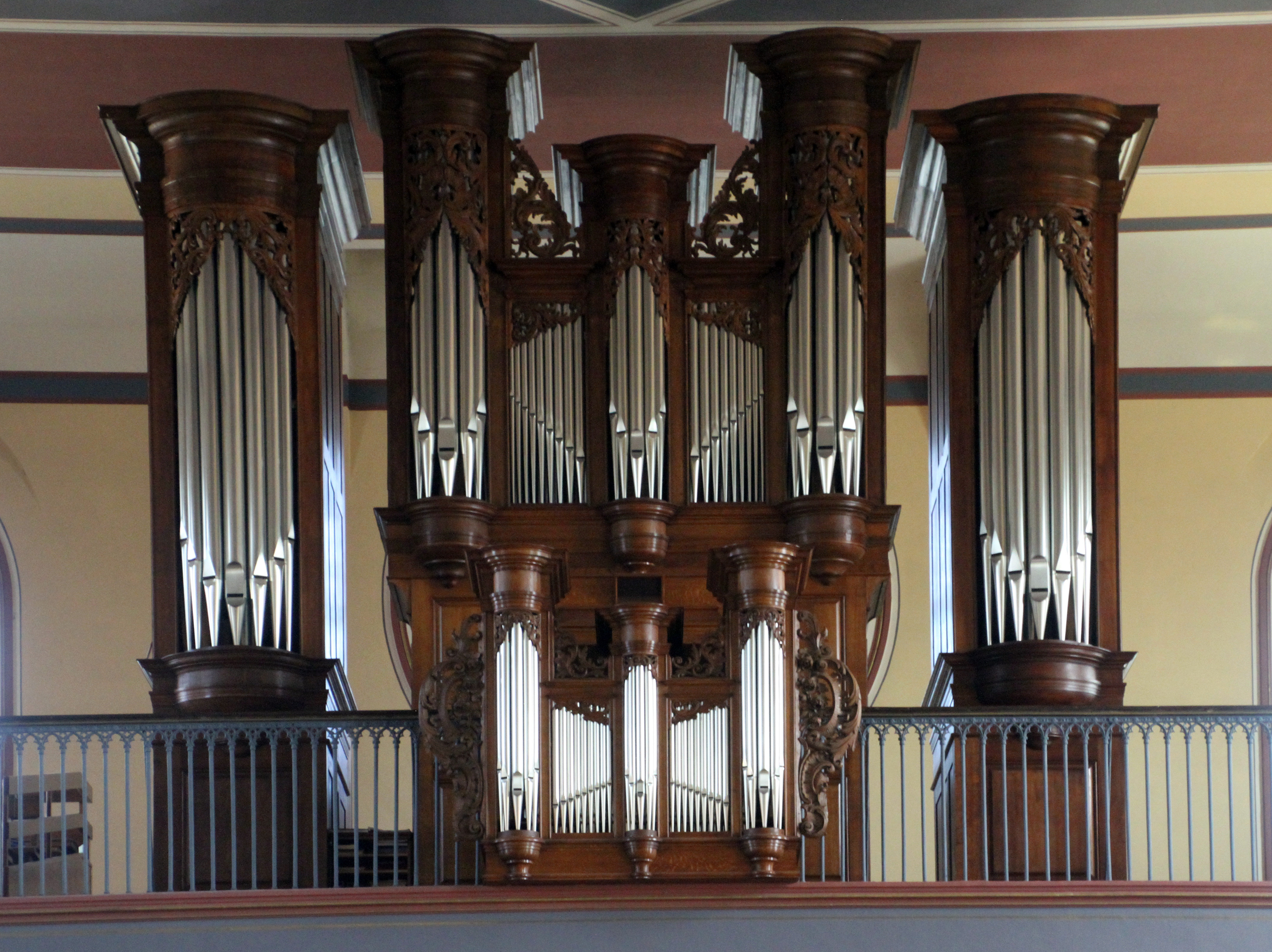